# Oediplexia
Oediplexia är ett släkte av fjärilar. Oediplexia ingår i familjen nattflyn.
Kladogram enligt Catalogue of Life:
| Oediplexia | \| \| Oediplexia citrophila \| \| \| \| \| \| Oediplexia mesophaea \| \| \| \| |
|            | \| \| Oediplexia citrophila \| \| \| \| \| \| Oediplexia mesophaea \| \| \| \| |
|            | Oediplexia citrophila                                                          |
|            |                                                                                |
|            | Oediplexia mesophaea                                                           |
|            |                                                                                |